# 高原敬武
高原 敬武（たかはら のりたけ、1951年6月6日 - ）は、日本の元レーシングドライバー。1973年・1975年・1976年の富士グランチャンピオンシリーズ（富士GC）および1974年・1976年の全日本F2000選手権チャンピオン。70年代のレース誌では『ミスターGC』との異名があった。
1970年代に日本のトップカテゴリーで活躍し、星野一義が台頭するまで国内レース界で「高原時代」を築いた。また、ノンチャンピオンシップ戦ではあるが、1974年に日本人レーサーとして初めてフォーミュラ1マシンを使用するレースに出走した。

## 経歴
1969年、18歳でレースデビューし、ポルシェ・906、ローラ・T212、マクラーレン・M12と乗り継ぎ、富士GCシリーズで活躍。1972年にローラ・T280/DFVで3連勝を記録。1973年にデビュー4年目にしてGCグランチャンピオン獲得。GCには47戦連続出場という記録も持ち、6連勝を含み合計9勝を挙げる。1975年・1976年もシリーズを連覇するなど『ミスターGC』と呼ばれた。大手企業カネボウ化粧品の男性向けブランド「ダンディ マークIII」のイメージキャラクターとして起用され、広告出演など日本のトップレーサーとして各方面から注目される。
1974年4月2日に入籍（挙式は同年6月26日）した元妻は、元タレント・歌手の松尾ジーナ。自らチームを組織した「有限会社 高原レーシング」オーナーでもあった。
1974年6月2日に富士グランチャンピオンレースで発生した鈴木誠一・風戸裕のドライバー2人が死亡する多重クラッシュの際には、その発端となった黒澤元治と北野元の動きを後方から見ていた高原が証言し、「ガンさん（黒澤）がキタさん（北野）に気付かなかったということはありえない。ガンさんが反動を付けるようにして、明確な意思を持ってキタさんに何度もぶつかって、はじき飛ばそうとした。このことは事故の直後も現在も、同じことを何度も話している。警察の取り調べでもそう話した。あれはないよ、ガンさん」と、多重事故の原因が黒澤にあると明確に証言した。また、事故後にマシンから脱出できた北野が混乱するコース上に仁王立ちし、走行を続ける車両を止めようとした際、黒澤が猛スピードのまま北野のすぐ脇をすり抜けて行ったことに対し、「あれだけの事故の原因を作ったのに、ガンさんの神経が理解できなかった」とも述べた。
GCカーだけでなくフォーミュラカーでも1973年から全日本F2（F2000）で4年間に6勝を挙げ、1976年・1977年と富士で開催されたF1世界選手権『F1イン・ジャパン』にスポット参戦、日本人最上位となる9位完走の公式記録を残した。
1979年、生沢徹のチーム「i&i レーシングディベロップメント」に移籍。チームメイトはヒーローズレーシングを「（星野一義と）自分の二人のNo.1ドライバーはいらない」と飛び出し移籍してきた成長株の中嶋悟となった。同年のF2最終戦・鈴鹿グランプリを最後に「この'79のグランプリが最後のレースだと思ってる」と高原は述べ、レーサーの第一線を退いた。高原は理由を「ハングリーじゃないとレースは勝てない。最近の自分はそのハングリーさが薄れてきたと自覚するようになっていた。ビジネスも忙しくなり、レースに全力を注ぐことが出来なくなった。」と語っている。翌1980年の富士GCシリーズには開幕から参戦したが、第3戦を最後にエントリーを止め、レーサー引退状態となった。
以後はブリヂストンスポーツのゴルフ用品部が使用するパーシモン材をはじめとした木材原料をアメリカから輸入するビジネスに軸足を据え、実業家となった。
1983年ごろからアルファキュービックレーシングの戸谷千代三に誘われ、1984年の全日本耐久選手権にフル参戦し一時復帰。同シリーズ限定で1986年まで3シーズン参戦し、3位表彰台に幾度か立つ健在ぶりを見せた。

## 略歴
- 1969年 - 4輪レースデビュー。
- 1971年 - この年に始まった富士グランチャンピオンレース（以下GC）にポルシェ・906とローラ・T212（英語版）で参戦、総合3位。
- 1972年 - ローラ・T280（英語版）でGCに参戦。
- 1973年 - ローラ・T292（英語版）とシェブロン・B23（英語版）でGCに参戦、総合チャンピオン獲得。この年に始まった全日本F2000にブラバム・BT36（英語版）で参戦、総合3位。
- 1974年 - マーチ・742（英語版）で全日本F2000に参戦、総合チャンピオン。マーチ・74SでGCに参戦、長谷見昌弘に1点及ばず総合ランキング2位。4月、F1とF5000の混走レース『デイリー・エクスプレス・インターナショナル・トロフィー（英語版）』にマーチ・741で参戦、予選14位・決勝11位。非選手権戦ながら日本人として初めてF1レース出場者となる。
- 1975年 - マーチ・74SでGCに参戦、5戦4勝（最終戦は2位）で総合チャンピオン。マーチ・742で全日本F2000に参戦、星野一義と同点ながら総合2位。
- 1976年 - マーチ・74SでGCに参戦、総合チャンピオンを獲得。ノバ・512で全日本F2000に参戦、総合チャンピオン。F1世界選手権イン・ジャパンにサーティース・TS19で参戦、予選24位・決勝9位。
- 1977年 - マーチ・73S、紫電77、シェブロン・B36（英語版）でGCに参戦、総合8位。ノバ・512で全日本F2000に参戦、総合6位。F1日本グランプリにコジマ・KE009で参戦、予選19位・決勝リタイア。
- 1978年 - 紫電改とマーチ・Sp1でGCに参戦、総合5位。ノバ・512とマルティニ・MK22で全日本F2選手権に参戦、総合8位。
- 1979年 - 生沢徹のチームに加入。GRD・S74（英語版）でGCに参戦、総合6位。マーチ・792で全日本F2に参戦、総合8位。
- 1980年 - 再び自身のTAKAHARA RACINGで富士GCにエントリー。MCS-Iを駆って参加するも、シーズン途中でレース参戦を休止。

## レース戦績

### FJ1300
| 年     | マシン               | 1     | 2   | 3     | 4   | 5       | 6       | 順位 | ポイント |
| ------ | -------------------- | ----- | --- | ----- | --- | ------- | ------- | ---- | -------- |
| 1974年 | ESSO UNIFLO ノバ・01 | SUZ   | FSW | SUZ 2 | SUZ | SUZ Ret | SUZ Ret | 位   |          |
| 1976年 | ビクター ノバ・01    | SUZ 7 | FSW | SUZ   | SUZ | SUZ     |         | 位   |          |

### 全日本F2000選手権/全日本F2選手権
| 年     | チーム                           | マシン                       | 1       | 2       | 3       | 4       | 5     | 6     | 7       | 8     | 順位 | ポイント |
| ------ | -------------------------------- | ---------------------------- | ------- | ------- | ------- | ------- | ----- | ----- | ------- | ----- | ---- | -------- |
| 1973年 | カネボウ DANDY MARK III          | ブラバム・BT36 コスワースBDA | SUZ Ret | SUZ 1   | SUZ 2   | SUZ 2   |       |       |         |       | 3位  | 34       |
| 1974年 | タカハラ・レーシング             | マーチ・742 BMW M12/6        | SUZ 3   | SUZ 2   | SUZ 1   | SUZ 1   |       |       |         |       | 1位  | 45       |
| 1975年 | タカハラ・レーシング             | マーチ・742 BMW M12/6        | FSW 2   | SUZ     | FSW 2   | SUZ 1   | SUZ 3 |       |         |       | 2位  | 59       |
| 1976年 | スタンレー タカハラ              | ノバ・512 BMW M12/7          | FSW 1   | SUZ 1   | FSW 3   | SUZ 7   | SUZ 2 |       |         |       | 1位  | 66       |
| 1977年 | 伊太利屋 NOVAタカハラ            | ノバ・512 BMW M12/7          | SUZ Ret | SUZ Ret | NIS     | SUZ 4   | FSW 4 | FSW 5 | SUZ 5   | SUZ 6 | 6位  | 40       |
| 1978年 | elf ハラダ・レーシングカンパニー | ノバ・512 BMW M12/7          | SUZ 4   |         |         |         |       |       |         |       | 8位  | 22       |
| 1978年 | elf ハラダ・レーシングカンパニー | マルティニ・Mk22 ルノーCHB1  |         | FSW 9   | SUZ Ret | SUZ     |       |       |         |       | 8位  | 22       |
| 1978年 | スタンレー・ノバ                 | ノバ・512 BMW M12/7          |         |         |         |         | SUZ 6 | NIS   | SUZ     |       | 8位  | 22       |
| 1979年 | 伊太利屋 i&iレーシング           | マーチ・792                  | SUZ 3   | NIS     | SUZ 12  | FSW Ret | SUZ 7 | SUZ 3 | SUZ Ret |       | 8位  | 28       |

### フォーミュラ1
| 年     | 所属チーム   | シャシー | 1   | 2   | 3   | 4   | 5   | 6   | 7   | 8   | 9   | 10  | 11  | 12  | 13  | 14  | 15  | 16    | 17      | WDC       | ポイント |
| ------ | ------------ | -------- | --- | --- | --- | --- | --- | --- | --- | --- | --- | --- | --- | --- | --- | --- | --- | ----- | ------- | --------- | -------- |
| 1976年 | サーティース | TS19     | BRA | RSA | USW | ESP | BEL | MON | SWE | FRA | GBR | GER | AUT | NED | ITA | CAN | USA | JPN 9 |         | NC (28位) | 0        |
| 1977年 | コジマ       | KE009    | ARG | BRA | RSA | USW | ESP | MON | BEL | SWE | FRA | GBR | GER | AUT | NED | ITA | USA | CAN   | JPN Ret | NC (49位) | 0        |

(key)

### 全日本耐久選手権/全日本スポーツプロトタイプカー耐久選手権
| 年     | チーム                                  | コ.ドライバー       | 使用車両             | クラス | 1       | 2     | 3     | 4       | 5       | 6     | 順位 | ポイント |
| ------ | --------------------------------------- | ------------------- | -------------------- | ------ | ------- | ----- | ----- | ------- | ------- | ----- | ---- | -------- |
| 1984年 | renoma アルファキュービック・レーシング | 戸谷千代三 山本郁二 | MCS・グッピー マツダ | C2     | SUZ 3   | TSU   | SUZ 6 | FSW Ret |         |       | 位   |          |
| 1985年 | renoma アルファキュービック・レーシング | 戸谷千代三          | MCS・グッピー BMW    | C2     | SUZ Ret | FSW 3 |       |         |         |       | 位   |          |
| 1985年 | renoma アルファキュービック・レーシング | 戸谷千代三 鈴木利男 | ポルシェ・956        | C1     |         |       | FSW 5 | SUZ 8   | FSW Ret | FSW 3 | 位   |          |
| 1986年 | renoma アルファキュービック・レーシング | 戸谷千代三 都平健二 | ポルシェ・956        | C1     | SUZ 8   | FSW 7 | FSW 3 | SUZ 3   | FSW 12  | FSW 7 | 位   |          |